# Pelargonium graveolens
Pelargonium graveolens es una rara especie en el género Pelargonium, que es nativo de Sudáfrica, Zimbabue y Mozambique, mientras que las plantas cultivadas bajo este nombre (escrito P. 'Graveolens') difieren de los especímenes silvestres y son de origen híbrido (un cruce probable entre Pelargonium graveolens, P. capitatum y / o P. radens, u otras especies estrechamente relacionadas). A menudo llamado geranio, ya que cae dentro de la familia de plantas Geraniaceae, y fue categorizado anteriormente con el mismo género. El P. común 'Graveolens' o P. 'Rosat' tiene gran importancia en la industria del perfume. Se cultiva a gran escala y su follaje se destila por su olor. Cultivares de P. 'graveolens' tienen una amplia variedad de olores, incluyendo rosa, cítrico, menta, coco y nuez moscada, así como diversas frutas. Sin embargo, las variedades de mayor importancia comercial son las que tienen aromas de rosa.

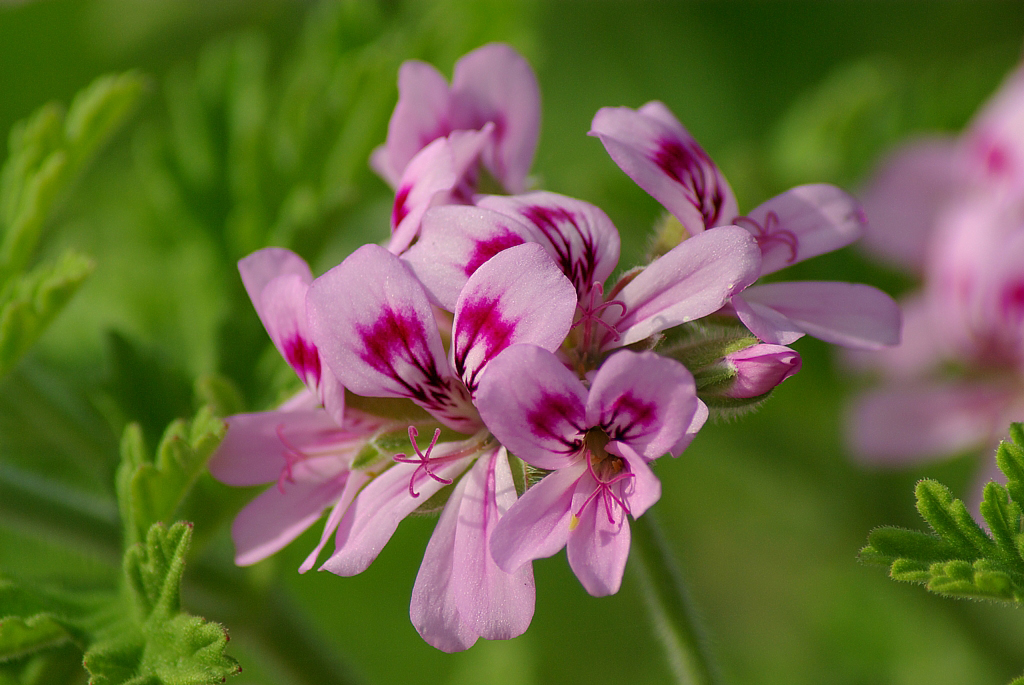
El grupo de cultivada P. 'Graveolens'

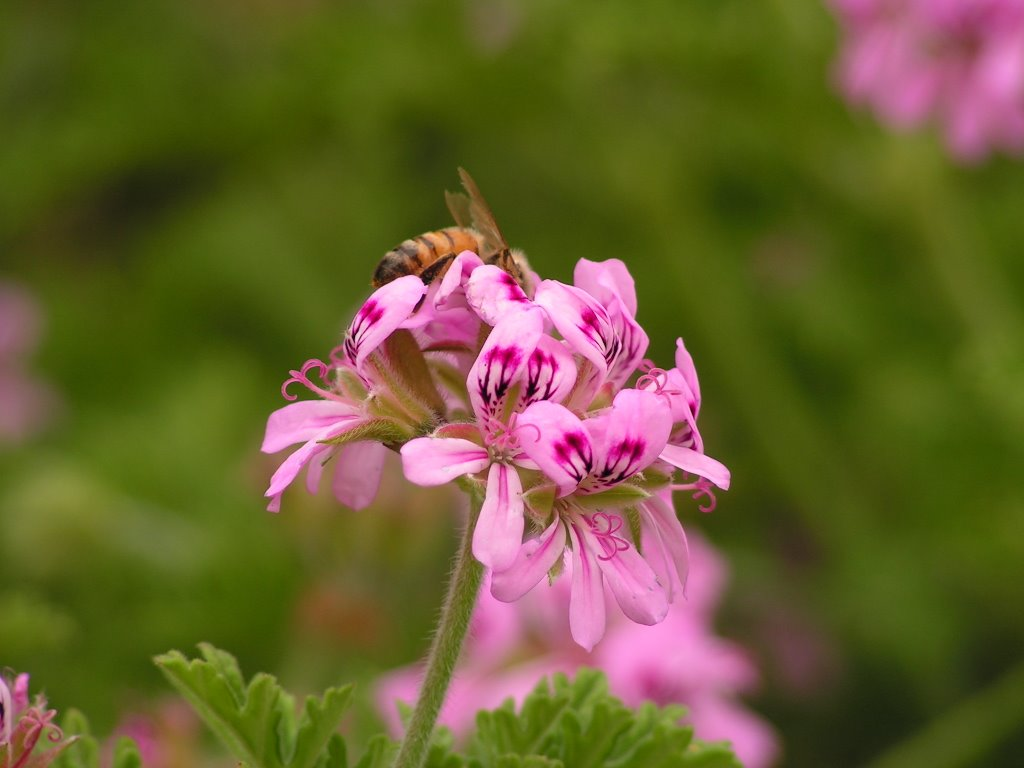
Una abeja en un grupo de la cultivada P. 'Graveolens'

## Usos
Pelargonium destilados y absolutos, comúnmente conocido como "aceite de geranio", se venden para aromaterapia y  aplicaciones en la terapia de masaje. A veces también se utilizan para complementar o adulterar más caros aceites de rosa. El aceite esencial es un ingrediente en un tratamiento de hemorroides "natural".
Como saborizante, las flores y las hojas se utilizan en pasteles, mermeladas, jaleas, helados, sorbetes, ensaladas, azúcares, y tés. Además, se utiliza como un agente aromatizante en algunos tabacos de pipa, siendo uno de los característicos "aromas Lakeland."

## Fertilización
Es muy conveniente un aporte de 3 a 4 tm de estiércol, bien pasado, por hectárea durante la labor preparatoria del suelo.
- 100 Ud. de nitrógeno por ha
- 120 Ud. de ácido fosfórico por ha.
- 130 Ud. de potasio por ha.

## Componentes químicos del aceite de geranio

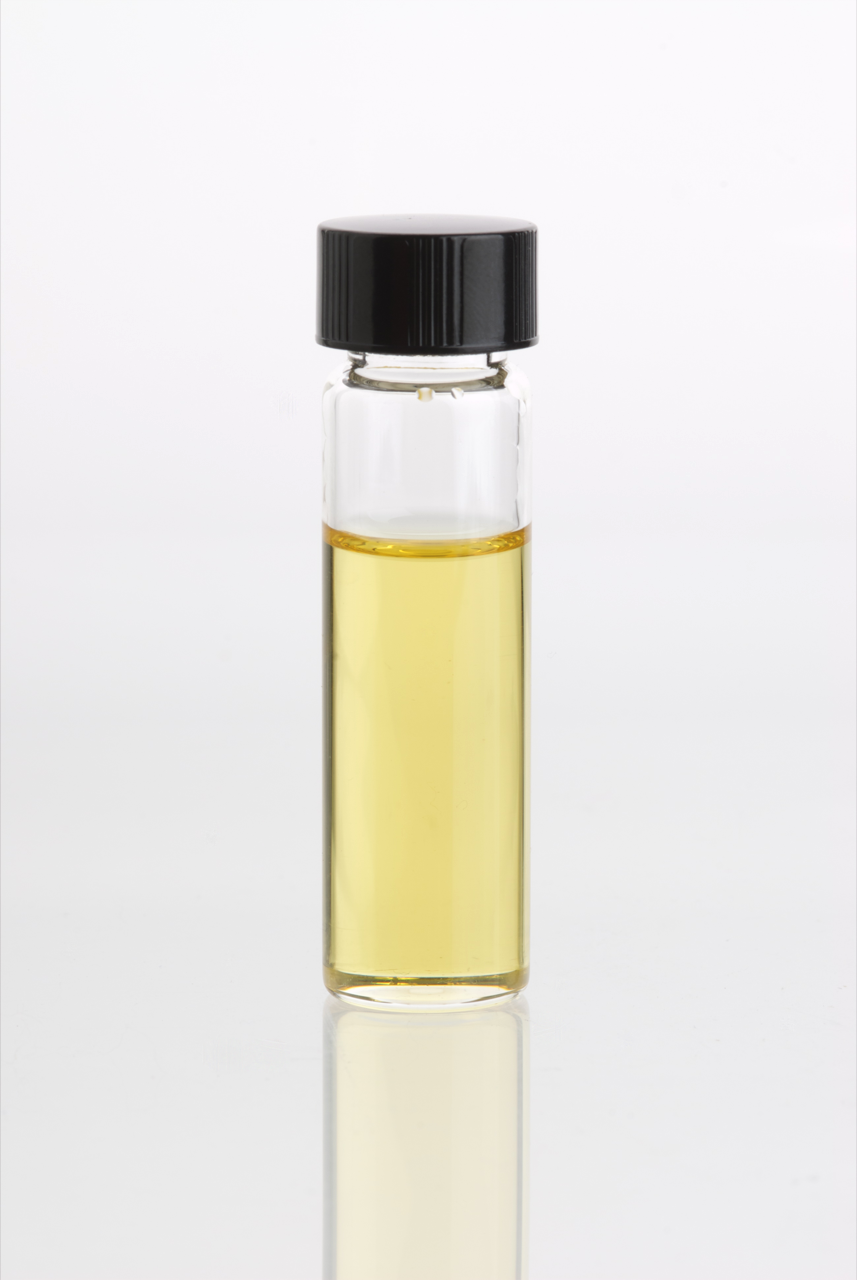
Geranium (Pelargonium 'Graveolens') aceite esencial

En un análisis moderno aparece la presencia de más de 50 compuestos orgánicos en el aceite esencial de P. graveolens desde una fuente de Australia. Los análisis de aceites de geranio en la India señalaron un perfil fitoquímico similar, y demostraron que los principales componentes (en términos de composición%) fueron citronelol + nerol y geraniol.

## Taxonomía
Pelargonium graveolens fue descrita por Charles Louis L'Héritier de Brutelle y publicado en Hortus Kewensis; or, a catalogue... 2: 423. 1789.
Sinonimia
- Geraniospermum terebintaceum (Spreng.) Kuntze
- Geranium graveolens (L'Hér.) Thunb.
- Geranium terebinthinaceum Cav.
- Pelargonium intermedium Kunth[10]

## Nombres vulgares
Castellano: Geranio de hojas perfumadas
Francés: Géranium-rosat
Inglés: Sweetscented Geranium 
Alemán: Rosengeranium 
Italiano: Geranio rosato